# Mandéen moderne
Le mandéen moderne, néo-mandéen ou ratna (en arabe : رطنة, et en persan : مندائی نو), est une variété moderne du mandéen, faisant partie de la branche araméenne orientale, du groupe sémitique des langues afro-asiatiques. Elle est aussi appelée mandayi, sabiun, subba ou sabe’in. 
Les locuteurs se trouvent dans les communautés mandéennes du Khouzistan iranien à Korramshahr et Ahwaz, et aux États-Unis (le mandéisme est une religion minoritaire d’origine gnostique). Il était également parlé en Irak mais la variété irakienne est aujourd'hui éteinte. 

## Histoire
Bien que gravement menacée, elle survit aujourd'hui en tant que première langue d'un petit nombre de Mandéens (300 locuteurs selon l'UNESCO, 100 à 200 locuteurs selon Häberl) qui se trouveraient tous en Iran parmi la diaspora mandéenne. Tous les locuteurs du mandéen moderne sont multilingues et parlent les langues de leurs voisins, soit l'arabe et le persan, et l'influence de ces langues sur la grammaire du mandéen moderne est considérable, notamment dans le lexique et la morphologie du nom.
Néanmoins, le mandéen moderne est plus conservateur même à cet égard que la plupart des autres langues néo-araméennes.